# Los justos
 Los justos  (Les justes) es una obra teatral escrita por el escritor francés Albert Camus.
Está dividida en cinco actos y fue representada en el Théâtre Hébertot de París, el 15 de diciembre de 1949. La obra de Albert Camus ubica al lector en el contexto de la Revolución rusa de 1905, y la inconformidad de un grupo de revolucionarios que quieren atacar la tiranía del zar. Está basada en una historia real del asesinato del Gran Duque Sergio Aleksándrovich Románov. Se da una discusión entre dos hombres de la revolución que ejemplificarían los dos puntos de vista que Camus quiere explicar: Stepán que corresponde a la facción "fuerte" y Kaliáyev que representa la facción soñadora de la revolución. La obra girará entonces en torno a estas ideas.

## Personajes
Boria Ánnenkov: Jefe del grupo terrorista y hermano de Dora. Es el personaje que planea el ataque terrorista y que, tras el primer intento fallido, volverá con Kaliáyev a intentarlo. Siempre intenta calmar a sus amigos, sobre todo tras la ejecución de Kaliáyev.
Yánek Kaliáyev: Miembro de la organización y enamorado de Dora. Tras el primer intento de atentado fallido va con Ánnenkov para un segundo intento. Finalmente tira la bomba en el segundo atentado y mata al archiduque. Luego es capturado y ejecutado por sus crímenes. Será  considerado un héroe de la organización y los demás miembros prometerán hacer que su sacrificio no haya sido en vano.
Dora: Hermana de Ánnenkov. Observa siempre desde la ventana como actúan sus compañeros terroristas. Llora por Kaliáyev cuando se entera de que le van a ejecutar. Gracias a ella sus hermanos terroristas lucharán por hacer que la muerte de Kaliáyev no haya sido en vano.
Stepán Fiódorov: Pertenece a la organización, es el más frío de todos los miembros. No siente gran valor por la vida humana y piensa que el fin justifica los medios. Empieza a recuperar su humanidad al final de la obra.
Alexis Voinov: Miembro de la organización revolucionaria, es el elegido como suplente para tirar la primera bomba. La segunda decide no tirarla debido a la presión que tenía y porque no quería quitarles la vida ni a los niños ni a la mujer del archiduque.
El Gran Duque: Parte de la Aristocracia rusa, se vuelve objetivo de la organización de manera que cataliza hacia una revolución rusa en el futuro.
La Gran Duquesa: Es la esposa del duque. No muere en el atentado. Visita a Yánek,  responsable de la muerte de su esposo, y le ofrece la gracia y que rece con ella, Yánek la rechaza y se alista para su muerte. 
Skurátov: Jefe del departamento detectivesco, avisa a Yánek acerca de la visita de la Gran Duquesa y le ofrece la gracia antes de que llegue la duquesa. Él rechaza la traición, pues le pedían delatar a sus camaradas.
Foka: Compañero de Celda de Yánek, es encerrado por asesinato también y sentenciado a 20 años de prisión. Se convierte en el verdugo de la cárcel con la esperanza de disminuir la cantidad de años de su condena.

## Resumen de actos

### Acto I
Aquí Kaliáyev es designado para lanzar la bomba sobre el gran duque Serguéi (que en la vida real era Serguéi Románov). En la escena aparece uno de los personajes más importantes que es Stepán. Stepán ha pasado tres años en la cárcel y acaba de salir con ganas de revancha y de liberar a su país (Rusia) de la tiranía. En esta escena se da la primera gran discusión entre Stepán y Kaliáyev, atacando el primero al segundo bajo el argumento de que la revolución no se hizo para los débiles.

### Acto II
Cuando está todo preparado para el lanzamiento de la bomba, regresa Kaliáyev quien sería el primero en lanzarla después sería Voinov en caso de fallar, pero el primero no la lanza y el segundo llega apresurado donde Boria que es el jefe. Kaliáyev explica que al intentar lanzarla vio como había unos niños al lado del Duque, y que no fue capaz porque los niños no tenían la culpa. Empieza la segunda discusión entre Stepán y Kaliáyev, ya que Stepán dice que no importan los niños, y que por no haber matado a los dos niños, morirán muchos más "mañana en Rusia". Kaliáyev explica a Dora (quien al parecer está enamorada de él) que la revolución no se hizo para matar niños.

### Acto III
Kaliáyev, después de pedir disculpas por no haber sido capaz de lanzar la bomba, le pide a Boria que le dé una nueva oportunidad. A partir del día que se dejó de lanzar la bomba tendrían que esperar dos días más, hasta que el duque volviera al teatro. Stepán se queja de la pérdida de tiempo y quiere ser él, el que lance la bomba. Cuando la noche llega de nuevo, Voinov dice que no puede lanzar la segunda y que quiere unirse al comité de propaganda del partido revolucionario, por lo tanto abandona sus pretensiones de ser el segundo en lanzarla. A esto Boria responde que él quiere ser el segundo, ya que se siente mal de solo "mandar y no ayudar".

### Acto IV
Kaliáyev es encerrado en una prisión en la que conoce a Foka, quien es el verdugo de la prisión. Luego de una conversación, Kaliáyev se da cuenta de la crueldad del trato de Foka con los carceleros y decide retirarse. Mientras Foka sale, Skurátov entra a la celda y conversa con Kaliáyev, tratando de persuadirlo de revelar a sus compañeros a cambio de salvar su vida. Kaliáyev se niega y lo rechaza, pero  Skurátov le plantea que, dado que se vio incapaz de matar a los niños, ello implica que no cree totalmente en sus ideas. Skurátov sale de la celda indicandole que La Gran Duquesa quiere hablarle a Kaliáyev. La escena finaliza con la conversación entre Kaliáyev y La Gran Duquesa, quien le pide que se arrepienta para alcanzar su liberación espiritual a través de Dios, demostrandole que su diferencia no los convierte en enemigos. Kaliáyev se niega y se resigna a esperar su muerte.  

### Acto V
Llega la noche de la ejecución. Foka quien es el verdugo y gran amigo de Voinov había hablado con Kaliáyev la noche anterior en la cárcel, ya que Foka estaba limpiando su celda. Kaliáyev es ejecutado.  Stepán va a ver la ejecución y cuando llega donde Boria y Dora, les comenta que Kaliáyev no pidió perdón y que él (Stepán) sentía gran envidia por Kaliáyev al morir como mártir y con sus ideales fuertes.